# Sofia de Bar
Sofia (~1018 - 21 de juny de 1093) va ser comtessa de Bar i senyora de Mousson. Era filla de Frederic II, comte de Bar i duc d'Alta Lotaríngia i de Matilde de Suàbia.
A la mort del seu germà Frederic III, la seva tia Gisela de Suàbia, casada amb l'emperador germànic Conrad II, la va recollir junt amb la seva germana Beatriu. Sofia va heretar el comtat de Bar i la senyoria de Mousson, mentre que Conrad II donava el ducat de l'Alta Lotaríngia a un cosí, el duc de Baixa Lotaríngia Goteló I.
Es va casar el 1038 amb Lluís de Montbéliard (1019 -1073), comte de Montbéliard, d'Altkirch i de Ferrette i va tenir a:
- Thierry (1045 † 1105), comte de Montbéliard, de Bar i de Mousson.
- Brunó
- Lluís, citat el 1080
- Frederic (mort el 1092), marquès de Susa
- Sofia, casada amb Folmar, comte de Froburg
- Beatriu (mort el 1092), casada amb Bertold I de Zähringen (mort el 1078), duc de Caríntia
- Matilde, casada amb Hug de Dagsburg i Nordgau (mort el 1089)